# Allt är vind
Allt är vind (Révolutions) är en roman av den fransk-mauritiske författaren och nobelpristagaren Jean-Marie Gustave Le Clézio utgiven 2003.

## Handling
I romanen sammanflätas två parallella skeenden: författarens alter ego Jeans ungdomsår i Nice, London och Mexiko, och hans förfäders liv efter utvandringen till Mauritius under Franska revolutionen.

## Mottagande
- "Kanske har han aldrig lyckats så väl som i den lysande storslagna romanen Allt är vind... Så vackert som Le Clézio skriver ingen" – Norrtelje Tidning